# Mercury-Atlas 8
Mercury-Atlas 8 (MA-8) est la cinquième mission spatiale habitée des États-Unis. Elle fait partie du programme Mercury.
Lancée le 3 octobre 1962, elle est pilotée par l'astronaute Walter Schirra, qui réalise six orbites autour de la Terre.
La capsule, baptisée Sigma 7, est lancée par un lanceur Atlas D depuis la base de lancement de Cap Canaveral.

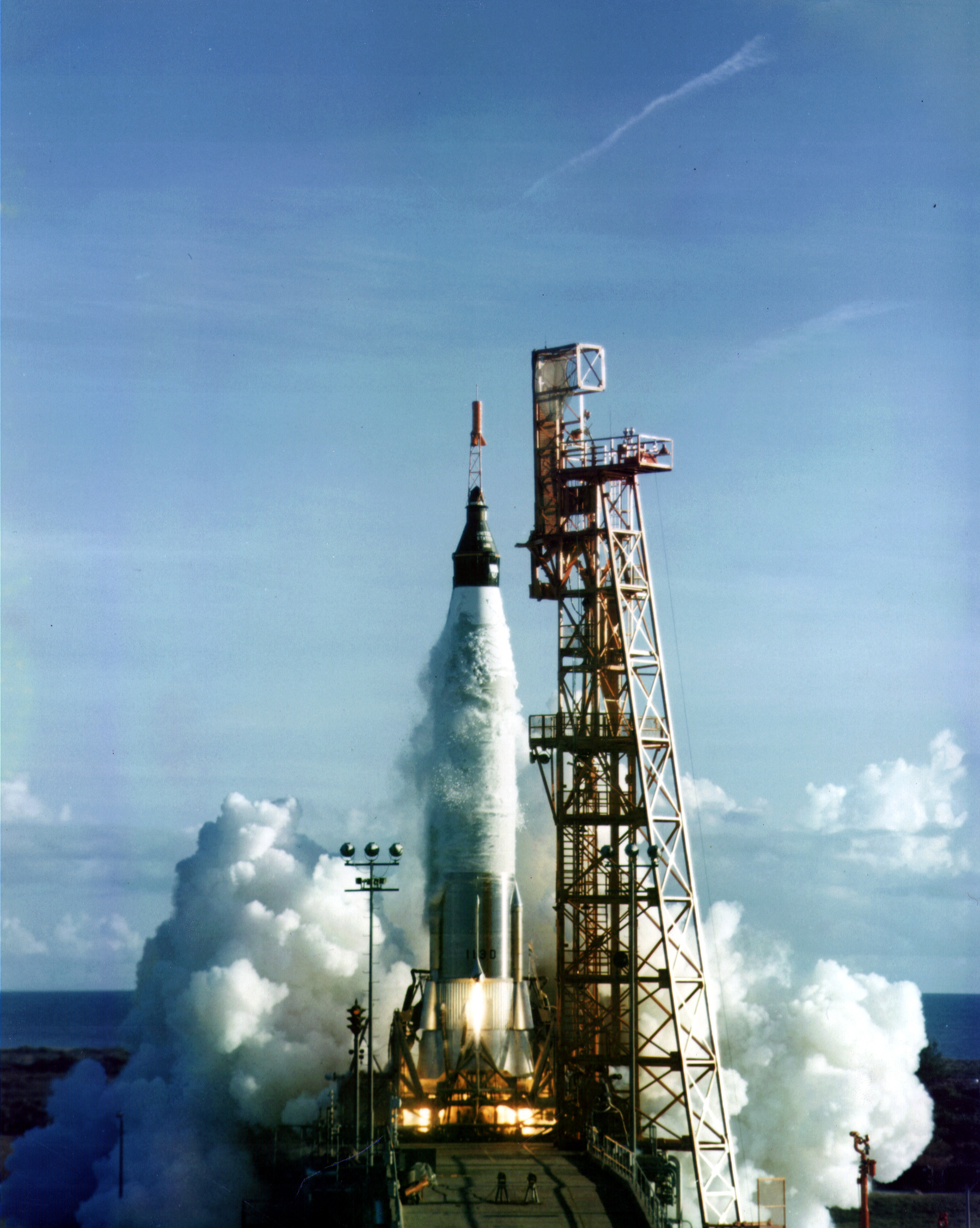
Le lancement de la mission MA-8.
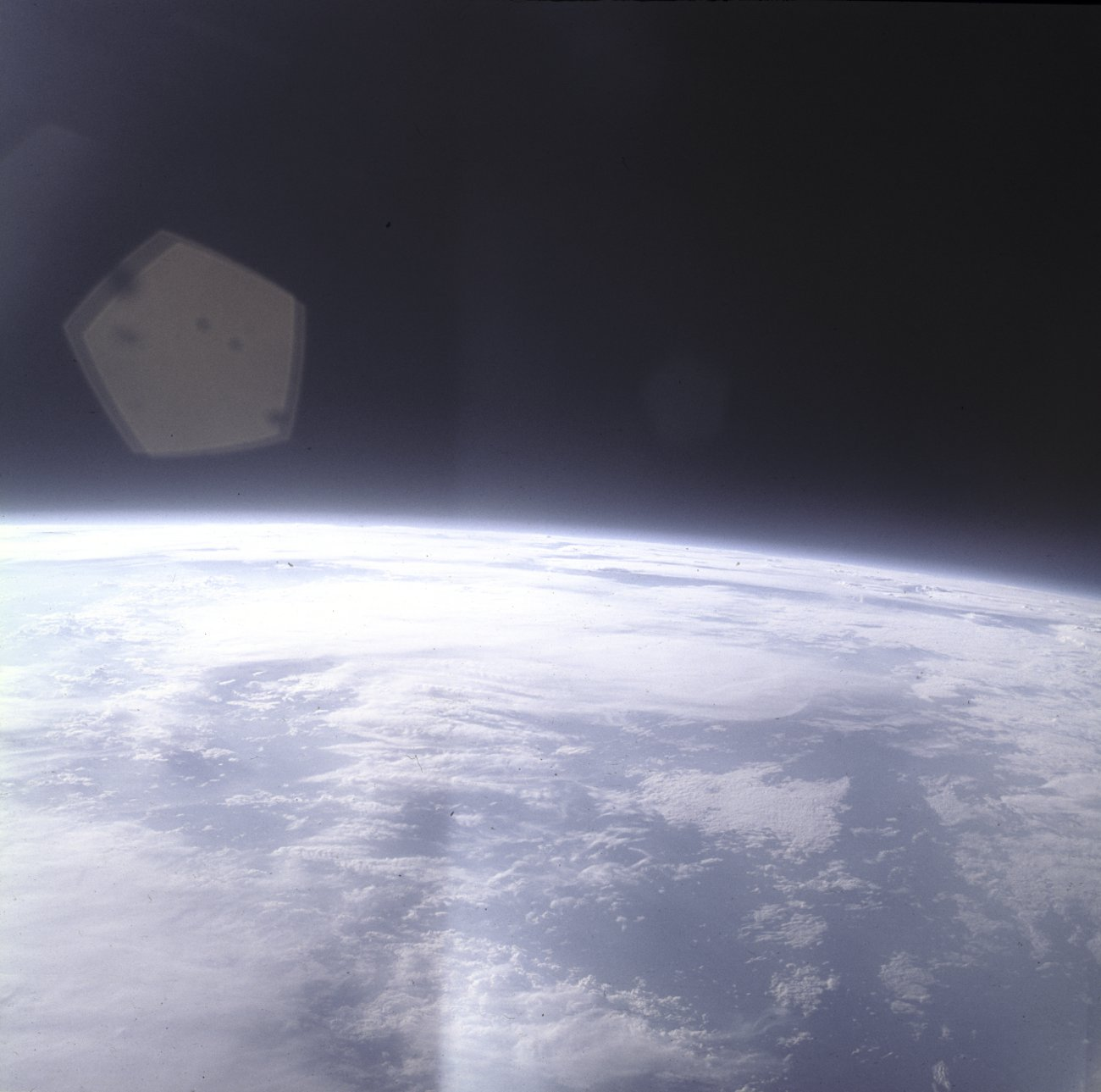
Une vue de l'Amérique du Sud à la sixième orbite.
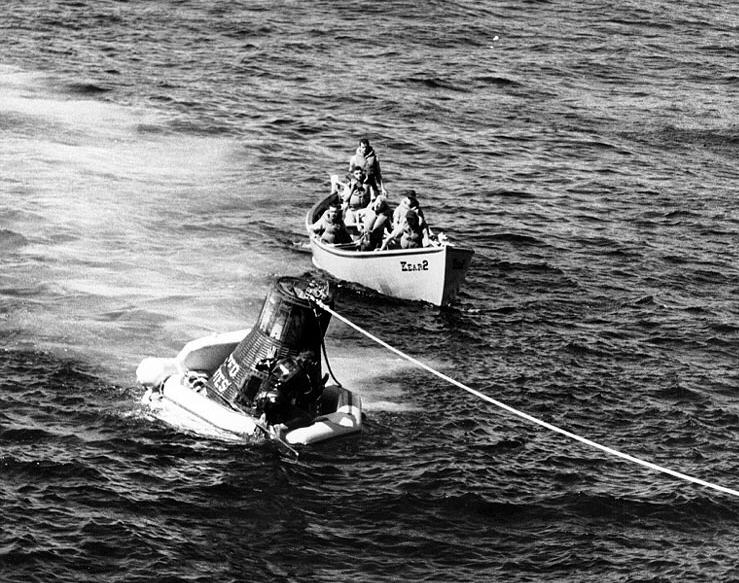
La récupération de la capsule Sigma 7.